# N643 (België)
De N643 is een gewestweg in de Belgische provincies Luik en Namen. De weg verbindt de N91 en N991 in Éghezée met de N90 in Ahin. De weg heeft een lengte van ongeveer 24 kilometer.
Oorspronkelijk liep de route van de N643 door Hoei heen over de huidige route van de N643a. Het gedeelte tussen de N90 en de N643a had in eerste instantie het wegnummer N612. Dit wegnummer is inmiddels vergeven aan een route bij Aubel.

## Plaatsen langs de N643
- Éghezée
- Hanret
- Hambraine
- Forville
- Bierwart
- Héron
- Longpré
- Moha
- Wanze
- Ahin

## Aftakkingen

### N643a
De N643a is een gewestweg in de Belgische provincie Luik. De weg verbindt de N643 in Moha met de N64 in Wanze. De lengte van de route is ongeveer 3,1 kilometer. Onderweg kruist de route nog met de N652 en met een overweg Spoorlijn 127. Oorspronkelijk was droeg dit weggedeelte het wegnummer N643.

### N643b
De N643b is een aftakking van de N643 in de in Wanze/Hoei en loopt vanaf de N643 richting Hoei. De lengte is ongeveer 1,4 kilometer en ligt op de linkeroever van de Maas.
Oorspronkelijk had dit weggedeelte het wegnummer N612a en sloot het aan op de N64.

### N643c
De N643c is een aftakking van de N643 in Wanze en loopt vanaf de N643 richting de Maas. De route heeft een lengte van ongeveer 150 meter en ligt op de linkeroever van de Maas.
Op de wegwijzers wordt het nummer niet weergegeven, op kilometerpaaltjes wel. Oorspronkelijk had deze route het wegnummer N612b en ging het over Rue des Sucreries en Rue Léon Charlier terug naar de N612 (huidige N643).